# David Rittenhouse
David Rittenhouse (ngày 08 tháng 4 năm 1732 - ngày 26 Tháng 6 năm 1796) là một nhà thiên văn học, nhà phát minh, thợ đồng hồ, nhà toán học, trắc địa, khoa học cụ nghệ nhân và quan chức nổi tiếng Hoa Kỳ. Rittenhouse là một thành viên của Hội Triết học Mỹ và các giám đốc đầu tiên của Cục đúc tiền kim loại Hoa Kỳ.

## Tiểu sử
Rittenhouse sinh ra trong một ngôi làng nhỏ trong Philadelphia gọi Rittenhousetown. Làng này nằm gần Germantown, dọc theo dòng Paper Mill Run, mà là một nhánh nhỏ của Wissahickon Creek.
Khi chú của ông qua đời, Rittenhouse thừa hưởng bộ các công cụ làm mộc và sách hướng dẫn của ông chú. Sử dụng các công cụ chú của mình, cậu bắt đầu sáng chế. Cũng ở độ tuổi trẻ, Rittenhouse cho thấy mình có trí thông minh cao khi tạo ra một mô hình vận hành của nhà máy giấy của ông nội. Cậu đã tự học và cho thấy khả năng tuyệt vời về khoa học và toán học.